# SC Dahlhausen
SC Dahlhausen was een Duitse voetbalclub uit Dahlhausen, een stadsdeel van Bochum, Noordrijn-Westfalen. Tot 1929 was Dahlhausen een zelfstandige gemeente.

## Geschiedenis
De club werd opgericht in 1907. De club was aangesloten bij de West-Duitse voetbalbond en speelde in de Ruhrcompetitie. Door het uitbreken van de Eerste Wereldoorlog werd deze competitie in meerdere reeksen opgedeeld. Hierdoor mocht Dahlhausen in 1916 aantreden op het hoogste niveau in groep 3 van het district Gelsenkirchen-Bochum. Samen met SV Kray 04 eindigde de club op de eerste plaats, maar moest de titel aan Kray laten door een slechter doelsaldo. Het volgende seizoen werd de club wel groepswinnaar, echter nam de club niet meer deel aan de verdere eindronde om de algemene titel. Na de oorlog verdween de club weer naar de lagere klassen en slaagde er niet meer in te promoveren.
In 1972 fuseerde de club met MBV Linden 05 tot SG Bochum-Süd. MBV Linden was succesvoller en speelde van tijdens de oorlog tot in 1933 op het hoogste niveau.